# Гамильтон, Александра, герцогиня Аберкорн
Александра Анастасия Гамильтон, герцогиня Аберкорн (англ. Alexandra Anastasia Hamilton, Duchess of Abercorn; 27 февраля 1946 — 10 декабря 2018), также широко известная как Саша Гамильтон (англ. Sacha Hamilton), — общественный деятель, меценат. С 1966 года супруга Джеймса Гамильтона, 5-го герцога Аберкорна. Как потомок Софии Ганноверской, находилась в линии наследования британского престола.

## Биография

### Происхождение
Александра Анастасия Филипс родилась в семье подполковника Гарольда Педро Джозефа Филипса (1909—1980) и Джорджины Уэрнер(1919—2011), дочери графини Анастасии Михайловны де Торби (старшая дочь великого князя Михаила Михайловича и графини Софии Николаевны де Торби). В свою очередь, Михаил Михайлович был внуком императора Николая I, а графиня де Торби — внучкой Александра Сергеевича Пушкина.

### Брак и дети
20 октября 1966 года в Вестминстерском аббатстве Александра Анастасия вышла замуж за Джеймса Гамильтона, маркиза Гамильтона (род. 4 июля 1934), сына Джеймса Гамильтона, 4-го герцога Аберкорнского и леди Мэри Кэтрин Крайтон, который в 1979 году унаследовал титул герцога Аберкорнского. У супругов трое детей:
- Джеймс Харолд Чарльз Гамильтон, маркиз Гамильтон (род. 19 августа 1969) — с 7 мая 2004 года женат на Тане Мэри Nation (род. 1971). У них двое детей: Джеймс Альфред Николас Гамильтон, виконт Страбан (род. 30 октября 2005) и лорд Клод Дуглас Харолд Гамильтон (род. 12 декабря 2007).
- леди София Александра Гамильтон (род. 8 июня 1973) — до 1996 года работала моделью. С 2002 по 2005 годы состояла браке с британским военным корреспондентом Энтони Ллойдом[англ.].
- лорд Николас Эдвард Гамильтон (род. 5 июля 1979) — 30 августа 2009 года в Нью-Йорке женился на Татьяне Кронберг (род. 1976).

### Общественная деятельность
Герцогиня Аберкорнская в 1987 году учредила в Северной Ирландии литературную премию «Пушкинский приз», которым награждаются дети за лучшие стихотворения и рассказы. Летом 1990 года герцогиня организовала экскурсию группы учащихся—призёров конкурса в Москву, Санкт-Петербург и Пушкинский заповедник. Позднее в конкурсе стали принимать участие ученики из российских школ, которые изучали творчество поэта по программе «Пушкинские награды». Она активно сотрудничает с директором Всероссийского музея А. С. Пушкина С. М. Некрасовым. Совместными усилиями в 1991 году в Ирландии и Шотландии была проведена выставка «Пушкин глазами детей», прошла литературная гостиная «Царскосельская осень» с участием ирландских поэтов.
В 1993 году Александра Аберкорн возглавила культурную программу помощи Мариинскому театру.
За свою деятельность она была награждена в 2000 году Царскосельской художественной премией, а в 2008 году — орденом Британской империи. В 2014 году награждена медалью Пушкина.
Герцогиня неоднократно посещала Россию с 1971 года. В 1998 году она вместе с
матерью, дочерью и сестрой присутствовала на церемонии захоронения останков царя Николая II и его семьи в Петропавловской крепости. В 2004 году она презентовала в России книгу своих стихов «Перо жар-птицы» (англ. Feather from the Firebird). В 2011 году присутствовала на праздновании юбилея Царскосельского Лицея. В 2013 году принимала участие в
XIII Международных Лихачевских научных чтениях. В 2015 году стала почётным доктором СПбГУП.
Александра Абернкорн занималась социологией и проблемами экологии в Северной Ирландии. Она была членом совета частной школы Хэрроу, почётный секретарь «Northern Ireland Centre for Trauma & Transformation», патрон Omagh Community Youth Choir и Cambridge House Grammar School. С 2012 года герцогиня стала патроном Фестиваля русской культуры в Дублине.